# Lidija Skoblikova
Lidija Skoblikova (Zlatoust, 8. ožujka 1939.), sovjetska brza klizačica, šesterostruka olimpijska prvakinja i dvostruka svjetska prvakinja u raznim disciplinama. Sa šest olimpijskih zlata najuspješnija je brza klizačica u povijesti Zimskih olimpijskih igara te je bila pojedinačno najuspješnija športašica Zimskih olimpijskih igara u Squaw Valleyu 1960. (2 zlata) i Innsbrucku 1964. (4 zlata). Držala je tri svjetska i četiri sovjetska rekorda.
Bila je članicom Sovjeskog olimpijskog odbora i predsjednica Ruskog klizačkog saveza 12 godina. Predsjednik MOO-a Juan Antonio Samaranch odlikovao ju je Olimpijskim ordenom. Tijekom 1990-ih trenirala je rusku klizačku momčad. Primljena je u Dvoranu slavnih športašica.